# Tamayura
Tamayura (たまゆら) es una serie de animación japonesa escrita y dirigida por Junichi Sato. La serie de cuatro episodios - en formato OVA - fueron producidos por Hal Film Maker y lanzada en dos volúmenes de Blu-ray Disc y DVD en noviembre y diciembre de 2010. Una serie de televisión de anime de 12 episodios producida por TYO Animations, titulada Tamayura: Hitotose, se emitió en Japón entre octubre y diciembre de 2011. Una segunda temporada de anime televisivo, Tamayura: More Aggressive, se emitió entre julio y septiembre de 2013. Una serie de películas animadas de cuatro partes, Tamayura: Sotsugyō Shashin, se estrenó entre el 4 de abril de 2015 y 6 de abril de 2016. Mag Garden ha publicado dos adaptaciones de manga ilustradas por Momo.

## Sinopsis
Tamayura se centra en una joven llamada Fū Sawatari que se muda a Takehara, Hiroshima, para comenzar su primer año de secundaria. Su difunto padre creció en Takehara y esta es la primera vez que regresa a la ciudad en cinco años. Fū disfruta de la fotografía y, a menudo, está absorta tomando fotos con la vieja cámara de película Rollei 35S de su padre. Una chica tímida, Fū hace todo lo posible por hacer amigos desde el principio, impulsada por su amiga de la infancia Kaoru Hanawa. Rápidamente se hace amiga de otras dos chicas, Maon Sakurada y Norie Okazaki. Después de un año, Fū forma un club de fotografía y conoce a su colega fotógrafo Kanae Mitani.

## Personajes

### Personajes Principales
Fu Sawatari (沢渡 楓 Sawatari Fū?)  / "Potte" (ぽって?)
 Seiyū: Ayana Taketatsu
Una niña de la escuela secundaria con un amor por la fotografía. Ella usa una cámara Rollei 35S heredada por su difunto padre y está particularmente interesada en la búsqueda de imágenes que contienen partículas de luces a las que se refiere como Tamayura. Ella es un poco torpe y con frecuencia se tropieza y cae al tratar de encontrar la foto perfecta. Ella también tiene la costumbre de añadir 'na no de' a sus oraciones. Ella es apodada cariñosamente "Potte" ( ぽって) por el ruido que hace cuando camina nerviosamente.
Kaoru Hanawa (塙かおる Hanawa Kaoru?)
 Seiyū: Kana Asumi
Amiga de la infancia de Fu que solía jugar con Fu cuando venía de visita a Takehara. Ella tiene un autoproclamado 'fetiche de olor', teniendo interés en todo tipo de olores, y su hobby es hacer varias mezclas de popurrí.
Maon Sakurada (桜田 麻音 Sakurada Maon?)
 Seiyū: Yuko Gibu
Una chica un tanto tranquila que a menudo le gusta silbar. Ella sueña con ser autor de libros para niños, entre muchas otras cosas.
Norie Okazaki (岡崎 のりえ Okazaki Norie?)
 Seiyū: Yuka Iguchi
Una chica excitable que está encaprichada con el hermano pequeño de Fu, Kou. A ella le encanta hacer  dulces y pasteles y sueña en convertirse en una famosa pastelera de fama mundial.
Kanae Mitani (三谷かなえ Mitani Kanae?)
 Seiyū: Ai Kayano
Introducida en Tamayura: More Agressive. Una chica local que es un año mayor de Fu en la escuela secundaria, que se une a su club de fotografía. Al igual que Fu, ella también disfruta de la fotografía y utiliza una cámara Pentax Q.
Familiares
Kou Sawatari (沢渡 香 Sawatari Kō?)
 Seiyū: Kanako Miyamoto
El hermano pequeño de Fu, que es a veces confundido con una chica. Él es el que reavivó el amor de Fu por la fotografía después de la muerte de su padre.
Tamae Sawatari (沢渡珠恵 Sawatari Tamae?)
 Seiyū: Megumi Ogata
Es la madre de Fu y Kou, quien decidió mudarse a Takehara después que Fu expresó el deseo de regresar allí. Ella trabaja en la cafetería de su madre, a menudo probando nuevas recetas
Abuela de Fu (楓の祖母 Fū no Sobo?)
 Seiyū: Kanako Miyamoto
La abuela de Fū y Kou, quien dirige un café en Takehara donde viven Fū y su familia.
Kazuma Sawatari (沢渡 和馬 Sawatari Kazuma?)
El padre de Fū, quien falleció varios años antes del comienzo de la historia.

### Personajes Secundarios
Sayomi Hanawa (塙 さよみ Hanawa Sayomi?)
 Seiyū: Sayaka Ohara
La hermana mayor de Kaoru y la que dio a Fū su apodo. Su hobby es explorar lugares pequeños, sin descubrir y ella a menudo tomaba Fū y sus amigas en largos viajes.
Riho Shihomi (志保美 りほ Shihomi Riho?)
 Seiyū: Erino Hazuki
Una fotógrafa profesional que se interesó por Fū después de que ella le envió algunas de sus fotos. Ella dio a Fū un billete de tren sin destino, que es un símbolo de la dirección que quiere tomar en la vida.
Chihiro Mihoshi (三次ちひろ Mihoshi Chihiro?)
 Seiyū: Minako Kotobuki
Amiga de la escuela primaria de Fū durante su tiempo en Shioiri, quien la apoda "Fu-Nyon". Ella a menudo hace varios animales de peluche y llora fácilmente. Ella hizo el estuche de la cámara en forma de gato donde Fū mantiene la cámara de su padre.
Chimo Yakusa (八色ちも Yakusa Chimo?)
 Seiyū: Miyu Matsuki
La dueña del restaurante de okonomiyaki Hoboro, quien es conocida cariñosamente como Hoboro-san. Ella es muy apasionada acerca de todo lo relacionado con el okonomiyaki.
Hinomaru (日の丸 Hinomaru?)  / Maestro (マエストロ Maesutoro?)
 Seiyū: Jōji Nakata
El propietario de la tienda de fotografía Sol Naciente (Rising Sun) donde Fū va a revelar las fotos y reparar su cámara. Es experto con los equipos y a menudo coquetea con las clientas.
Kazutarou Dougou (堂郷和太郎 Dōgō Kazutarō?)
 Seiyū: Junji Majima
Es el maestro de Fū, quien es muy apasionado y con frecuencia hace juegos de palabras basado en nombres de lugares. Él está enamorado de Chimo, la propietaria del restaurante Hoboro.
Komachi Shinoda (篠田 こまち Shinoda Komachi?)
 Seiyū: Ryo Hirohashi
Compañera de clase de Kou, quien está enamorada de él, entabla una rivalidad contra Norie por el afecto de Kou.
Mutsuko Shimokamiyama (下上山 むつこ Shimokamiyama Mutsuko?)
 Seiyū: Chinami Nishimura
Una nueva profesora en la escuela de Fū que se convierte en la asesora de su club de fotografía. Ella también es muy excitable y con frecuencia incita a Fū y Kanae a que entren a varios concursos.
Tomo (ともちゃん Tomo-chan?)
 Seiyū: Nao Toyama
Amiga y compañera de clase de Chihiro, que ayuda con los diseños de los personajes basados en sus ideas. Ella habla en un Dialecto Kansai y se entusiasma en exceso cuando algo despierta su interés.
Momoneko (ももねこ Momoneko-sama?)
 Seiyū: Yukari Fukui
Un extraño gato rosado y de aspecto esponjoso al que Fū siempre está tratando de tomar fotos, pero que nunca se puede conseguir una foto perfecta.

## Adaptaciones

### Anime

#### OVA
Tamayura se produjo como una miniserie de cuatro OVAs producida por Hal Film Maker y dirigida por Junichi Sato.  Los episodios salieron publicados en dos volúmenes BD/DVD. El primero se publicó el 26 de noviembre de 2010 y el segundo, el 23 de diciembre de 2010, con dos episodios en cada volumen. Cada episodio tiene una duración de unos 15 minutos. Previamente, los episodios se habían emitido en AT-X entre el 6 de septiembre y el 6 de diciembre de 2010. 
Episodios
| # | Guion         | Storyboard   | Director del episodio | Director de animación | Fecha de salida         |
| - | ------------- | ------------ | --------------------- | --------------------- | ----------------------- |
| 1 | Junichi Sato  | Junichi Sato | Kazuo Sakai           | Masayuki Onji         | 26 de noviembre de 2010 |
| 2 | Reiko Yoshida | Junichi Sato | Kazuo Sakai           | Hajime Watanabe       | 26 de noviembre de 2010 |
| 3 | Reiko Yoshida | Junichi Sato | Atsushi Nakayama      | Tomoyuki Abe          | 23 de diciembre de 2010 |
| 4 | Junichi Sato  | Junichi Sato | Kazuo Sakai           | Hajime Watanabe       | 23 de diciembre de 2010 |

#### Serie
En enero de 2011 se anunció una serie de anime para televisión basada en las OVAs llamada "Tamayura ~hitotose~". El 4 de junio de 2011 se anunció que la serie empezará su emisión en octubre de 2011 y el estudio encargado de su animación será TYO Animations y su director será Junichi Sato.
Finalmente la serie televisiva se estrenó el 3 de octubre por el canal AT-X y finalizó el 19 de diciembre de ese mismo año con un total de 12 episodios.

### Web Radio
Para promocionar la serie, se hizo un programa de radio por internet llamado "Tamayuradio", que empezó su emisión el 30 de julio de 2010 desde la web oficial del anime. El programa emitía un nuevo episodio el último viernes de cada mes, en total, siete emisiones. El programa contó con Ayana Taketatsu (Fu Sawatari), Kana Asumi (Kaoru Hanawa), Yuka Iguchi (Norie Okazaki) y Yuko Gibu (Maon Sakurada).
| Episodio | Personalidad                                         | Fecha                   |
| -------- | ---------------------------------------------------- | ----------------------- |
| 1        | Ayana Taketatsu, Kana Asumi, Yuka Iguchi y Yuko Gibu | 30 de julio de 2010     |
| 2        | Ayana Taketatsu, Kana Asumi, Yuka Iguchi y Yuko Gibu | 27 de agosto de 2010    |
| 3        | Kana Asumi y Yuko Gibu                               | 1 de octubre de 2010    |
| 4        | Kana Asumi y Yuka Iguchi                             | 29 de octubre de 2010   |
| 5        | Ayana Taketatsu y Yuka Iguchi                        | 26 de noviembre de 2010 |
| 6        | Yuka Iguchi y Yuko Gibu                              | 10 de diciembre de 2010 |
| 7        | Ayana Taketatsu, Kana Asumi, Yuka Iguchi y Yuko Gibu | 31 de diciembre de 2010 |

### Manga
Una adaptación al manga ilustrada por "momo" empezó su serialización en la revista en línea de Mag Garden Eden el 8 de octubre de 2010 y terminó el 11 de marzo de 2011.
El 14 de mayo de 2011 el primer y único volumen salió a la venta.

## Producción
| - Director, Composición: Junichi Sato - Guionista: Junichi Sato (OVA), Reiko Yoshida (OVA,TV), Mamiko Ikeda (TV), Tatsuhiko Urahata (TV) y Yuka Yamada (TV) - Diseño de personajes: Haruko Iizuka - Director de animación jefe: Masayuki Onchi (OVA) y Hajime Watanabe (TV) - Director artístico: Kenichi Tajiri - Diseño de color: Yoshimi Kawakami - Director de fotografía: Naoyuki Wada - Montaje: Shigeru Nishiyama - Música: Nobuyuki Nakajima - Productor: Asuka Yamazaki, Hidemasa Tasaka, Kentarō Kai, Masao Itou y Shigehiro Kurita - Animación: Hal Film Maker (OVA) y TYO Animations (TV) - Producción: Comité de producción de Tamayura (Shochiku, AT-X, Flying Dog, BIGLOBE y McRAY) |

## Temas musicales
Tema de apertura
"Yasashisa ni Tsutsumareta nara" (やさしさに包まれたなら?)
Letras y Composición - Yumi Matsutoya / Arreglos - Depapepe / Intérprete - Maaya Sakamoto
Tema de cierre
"Melody" (メロディ?) (eps 1-2 [BD/DVD], eps 1-3 [TV])
Letras, Composición y Arreglos - Katsutoshi Kitagawa / Arreglos para cuerdas - Yasuhiro Hase / Intérprete - Megumi Nakajima
"Natsudori" (夏鳥?) (eps 3-4 [BD/DVD], ep 4 [TV])
Letras y Composición - Mai Sugimori / Arreglos - Nobuyuki Shimizu / Intérprete - Megumi Nakajima
Insert Song
"Naisho no Hanashi" (ナイショのはなし?) (ep 3)
Letras - Megumi Nakajima y Naoki Nishi / Composición y Arreglos - Mina Kubota / Intérprete - Megumi Nakajima
El sencillo del tema de apertura salió a la venta el 20 de octubre de 2010. El sencillo que contenía los temas de cierre y la insert song salió el 24 de noviembre de 2010. La banda sonora original de la OVA se puso en venta el 22 de diciembre de 2010.